# Stefan Nojkov
Stefan Nojkov (Sliven, 25. listopada 1876. – Sofija, 25. travnja 1925.) je bio bugarski pukovnik i vojni zapovjednik. Tijekom Prvog svjetskog rata obnašao je dužnost načelnika stožera 4. preslavske pješačke divizije, dok je nakon rata kratko obnašao dužnost načelnika Glavnog stožera.

## Vojna karijera
Stefan Nojkov je rođen 25. listopada 1876. u Slivenu. Srednju školu pohađa u rodnom Slivenu, nakon čega u kolovozu 1893. upisuje Vojnu školu u Sofiji. Istu završava 1897. čime dobiva čin potporučnika. Raspoređen je na službu u 1. artiljerijsku pukovniju, nakon čega služi u 6. artiljerijskoj pukovniji. U siječnju 1901. promaknut je u čin poručnika, dok čin satnika dostiže u kolovozu 1907. godine. Godine 1906. upućen je na školovanje u Vojnu akademiju u Torinu koju s uspjehom završava 1908. godine. Po povratku iz Italije služi najprije u stožeru 2. vojno-inspekcijske oblasti, nakon čega zapovijeda bitnicom u 3. artiljerijskoj pukovniji. U kolovozu 1912. unaprijeđen je u čin bojnika. Tijekom Balkanskih ratova najprije obnaša dužnost pobočnika u stožeru 9. plevenske pješačke divizije da bi potom od srpnja 1913. zapovijedao bojnom u 65. pješačkoj pukovniji. U siječnju 1915. imenovan je predavačem u Vojnoj akademiji u Sofiji gdje predaje vojnu povijest.

## Prvi svjetski rat
Nakon ulaska Bugarske u Prvi svjetski rat, u listopadu 1915. imenovan je načelnikom obavještajnog odjela Glavnog stožera. Istodobno s tim imenovanjem tog istog mjeseca promaknut je u čin potpukovnika. Od ožujka 1916. načelnik je operativnog odjela Glavnog stožera, nakon čega je u svibnju 1916. imenovan načelnikom stožera 4. preslavske divizije kojom je zapovijedao Pantelej Kiselov. S istom, nakon ulaska Rumunjske u rat na strani Antante u rujnu 1916., sudjeluje u zauzimanju Turtucaiae. Dužnost načelnika stožera 4. preslavske divizije obnaša do siječnja 1917. kada je imenovan načelnikom operativnog odjela Glavnog stožera. U tom svojstvu sudjeluje u planiranju većine operacija bugarske vojske u tom razdoblju. U listopadu te iste godine promaknut je u čin pukovnika.

## Poslije rata
Nakon završetka rata, Nojkov jedno vrijeme zapovijeda 8. primorskom pješačkom pukovnijom. Potom je jedno vrijeme obnašao dužnost u načelnika odjela u ministarstvu rata, da bi u studenom 1919. bio imenovan načelnikom Vojnog učilišta. Predmetnu dužnost obnaša do lipnja 1920. kada postaje pomoćnikom načelnika Glavnog stožera. Nojkov je bio jedan od rijetkih bugarskih časnika koji je podržavao Bugarski zemljoradnički narodni savez, u to vrijeme vladajuću stranku u Bugarskoj. U siječnju 1921. napušta vojsku, te radi kao vojni stručnjak u Bugarskoj komisiji za reparacije. U ožujku 1923. vodi bugarsku delegaciju u pregovorima s Kraljevinom SHS koji su 23. ožujka 1923. rezultirali potpisivanjem Niškog sporazuma. Nakon potpisivanje tog sporazuma trebao je postati veleposlanikom u Italiji, ali se to nije dogodilo jer je, nakon što je smijenjen dotadašnji načelnik Glavnog stožera Nikola Topaldžikov, 18. svibnja 1923., preuzeo njegovu dužnost. Međutim, dužnost načelnika Glavnog stožera obnašao je kratko jer je nakon puča 9. lipnja 1923. smijenjen s te dužnosti.
Dana 16. travnja 1925. Nojkov je prisustvovao u sofijskoj Crkvi Svete Nedjelje pogrebu pričuvnog generala Konstantina Georgijeva koji je ubijen tijekom jednog ranijeg komunističkog napada. Tijekom pogreba pripadnici Bugarske komunističke partije raznijeli su krov crkve. Nojkov je u tom napadu zadobio teške ozljede od posljedica kojih je preminuo 25. travnja 1925. u 49. godini života. Tijekom života bavio se novinarstvom, te je autor više znanstvenih radova iz područja vojne povijesti i vojne teorije. Najznačajnija među njima je knjiga Zašto nismo pobijedili objavljena 1922. u Sofiji o razlozima bugarskog poraza u Prvom svjetskom ratu.

## Vanjske poveznice
(bug.) Stefan Nojkov na stranici Namegdana.com  Arhivirana inačica izvorne stranice od 18. travnja 2021. (Wayback Machine)

(bug.) Stefan Nojkov na stranici Burgas-podlupa.com  Arhivirana inačica izvorne stranice od 18. travnja 2021. (Wayback Machine)